# Uranotaenia apicalis
Uranotaenia apicalis är en tvåvingeart som beskrevs av Theobald 1903. Uranotaenia apicalis ingår i släktet Uranotaenia och familjen stickmyggor. Inga underarter finns listade i Catalogue of Life.